# Tetracanthella bosnia
Tetracanthella bosnia är en urinsektsart som beskrevs av Alfred Palissa och Zivadinovic 1974. Tetracanthella bosnia ingår i släktet Tetracanthella och familjen Isotomidae. Inga underarter finns listade i Catalogue of Life.